# Rechnungsprüfungskommission
Die Rechnungsprüfungskommission (RPK) ist eine Behörde, die auf allen politischen Ebenen des schweizerischen Staatswesens vorkommt. In der Regel ist sie für alle Anträge von finanzieller Tragweite an die Gemeindeversammlung, insbesondere den Voranschlag, die Jahresabrechnung und Spezialbeschlüsse zuständig. Sie erstattet Bericht und Antrag zu Handen der Legislative. Die Legislative sind auf Gemeindeebene die Gemeindeversammlungen oder Gemeinderäte (z. B. in der Stadt Zürich), auf Kantonsebene das Kantonsparlament und auf Bundesebene der National- und Ständerat.

## Aufgaben und Befugnisse
Die Aufgaben einer RPK sind in der Gemeindeordnung definiert. Allgemein kann festgehalten werden, dass die Rechnungsprüfungskommission Voranschläge, Jahresrechnungen, Spezialanträge, Bauabrechnungen, Kassen- und Buchführung, besondere Betriebsrechnungen und selbständige Sonderrechnungen der politischen Gemeinde, der Schulgemeinde und der Spezialgemeinden prüft. In erster Linie werden Voranschlag und Rechnungen auf Vollständigkeit, Rechtmässigkeit und Richtigkeit geprüft. Bei der Rechtmässigkeitsprüfung ist zu untersuchen, ob die getätigten Ausgaben auf einer entsprechenden Rechtsgrundlage basieren, und ob sie sich im Rahmen der bewilligten Kredite und sonstigen Rechtsgrundlagen halten.
Abgesehen davon steht die Prüfung der Angemessenheit im Vordergrund, die – neben den besonderen Ausgabenbeschlüssen – für sämtliche Anträge von finanzieller Tragweite an die Gemeindeversammlung (Grundstücksgeschäfte, Baurechte, Darlehensgewährung, Besoldungsverordnungen etc.) vorgesehen ist. Die Prüfung auf Angemessenheit bezieht sich vorab auf das Gebot der Sparsamkeit, d. h. Ausgaben sind auf ihre Notwendigkeit und Dringlichkeit zu überprüfen. Bei anerkannter Notwendigkeit einer Ausgabe ist schliesslich das Verhältnis zwischen Kosten und Nutzen zu untersuchen (Prüfung der Wirtschaftlichkeit). Die Beurteilung der Zweckmässigkeit in sachlicher und technischer Hinsicht ist indes stets den Exekutivorganen vorbehalten, während sich die Prüfungsbefugnis der Rechnungsprüfungskommission auf wirtschaftliche Aspekte zu beschränken hat. Die Abgrenzung der Zuständigkeiten zwischen Exekutive und Rechnungsprüfungskommission kann in der Praxis Probleme bereiten, zumal sich die Frage der Wirtschaftlichkeit oftmals nicht ohne die Berücksichtigung verschiedener sachlicher Lösungen beantworten lässt. Daher können die Zuständigkeiten lediglich anhand des konkreten Einzelfalles festgelegt werden. Grundsätzlich ist jedoch festzuhalten, dass die Zuständigkeit der Rechnungsprüfungskommission im Zweifelsfall zu bejahen ist.
Obwohl die Rechnungsprüfungskommission lediglich den staatlichen Aufsichtsbehörden verantwortlich ist, verfügt sie über keine selbständigen Verwaltungsbefugnisse. Ausserdem ist es ihr verwehrt, den Verwaltungsbehörden Weisungen zu erteilen. Ihre Kompetenzen beschränken sich auf die Abgabe von Empfehlungen sowie die Stellung unselbständiger Anträge (Recht, zu traktandierten Geschäften Anträge zu stellen) zu Handen der Gemeindeversammlung.

## Ähnliche Institutionen in anderen Staaten
- Bundesrechnungshof (Deutschland)
- Rechnungshof (Österreich)